# Pallanuoto ai campionati mondiali di nuoto 2009
Le competizioni di pallanuoto ai Campionati mondiali di nuoto 2009 si sono tenute dal 19 luglio al 1º agosto 2009. 

## Calendario
| ● | Competizioni | ● | Finali |

| Luglio/Agosto |    |    |    |    |    |    |    |    |    |    |    |    |    |
| 19            | 20 | 21 | 22 | 23 | 24 | 25 | 26 | 27 | 28 | 29 | 30 | 31 | 01 |
| ●             | ●  | ●  | ●  | ●  | ●  | ●  | ●  | ●  | ●  | ●  | ●  | ●  | ●  |

## Podi

### Uomini
| Evento                         | Oro | Argento | Bronzo |
| Pallanuoto maschile (dettagli) | Serbia Slobodan Soro Marko Avramović Zivko Gočić Vanja Udovičić Slavko Gak Duško Pijetlović Slobodan Nikić Milan Aleksić Nikola Radjen Filip Filipović Andrija Prlainović Stefan Mitrović Gojko Pijetlović | Spagna Iñaki Aguilar Mario García David Martin Blai Mallarach Guillermo Molina Marc Minguell Ivan Gallego Albert Español Xavier Valles Felipe Perrone Ivan Perez Xavier García Daniel López | Croazia Ivo Brzica Damir Burić Miho Bošković Nikša Dobud Ivan Buljubašić Srdan Antonijević Frano Karač Andro Bušlje Sandro Sukno Samir Barač Igor Hinić Paulo Obradović Josip Pavić |

### Donne
| Evento                          | Oro | Argento | Bronzo |
| Pallanuoto femminile (dettagli) | Stati Uniti Elizabeth Armstrong Heather Petri Brittany Hayes Brenda Villa Lauren Wenger Tanya Gandy Kelly Rulon Jessica Steffens Elsie Windes Alison Gregorka Moriah van Norman Kameryn Craig Jaime Komer | Canada Rachel Riddell Krystina Alogbo Katrina Monton Emily Csikos Joelle Bekhazi Whitney Genoway Rosanna Tomiuk Dominique Perreault Carmen Eggens Christine Robinson Tara Campbell Marina Radu Marissa Janssens | Russia Evgenija Protsenko Nadezda Glyzina Ekaterina Prokof'eva Sof'ja Konuch Alena Vylegzhanina Natalia Rychova-Alenicheva Ekaterina Panyulina Evgenija Soboleva Anna Timofeeva Olga Beljaeva Evgenija Ivanova Julija Gaufler Maria Kovtunovskaja |